# 古川凱章
古川 凱章（ふるかわ がいしょう、本名はよしあき、1938年1月17日 - 2016年1月1日）は、競技麻雀の元プロ雀士。101競技連盟の創設者。トッププロとして長年に渡り活躍した。神奈川県横浜市出身。神奈川県立横浜緑ケ丘高等学校、早稲田大学卒業。2016年1月逝去。

## プロフィール
日本におけるプロ雀士のパイオニアとしてその名を知ることが出来る。プロの雀士になる以前は小学館に勤めていた。しかし麻雀に没頭して2年で退社し、無職の雀ゴロ生活を送っていたという。1970年に阿佐田哲也・小島武夫と「麻雀新撰組」を結成。阿佐田から「新しい麻雀集団を作らないか」との誘いを受けた小島武夫は、メンバー候補としてまっ先に古川凱章を思い浮かべたという。当時、古川はすでに日本麻雀連盟に所属しており、小島が勤めていた神田の雀荘「アイウエオ」の常連で、アマチュアタイトル「東京牌王位戦」のチャンピオンであった。古川は2つ返事で小島の誘いに乗り、小島は古川を阿佐田に引き合わせた。以後1974年に麻雀新撰組が解散するまで、古川・阿佐田・小島は行動を共にすることとなる。
1974年に101競技連盟の前身となる「年間順位戦」を主宰。1982年、「順位戦101」に発展させる。1985年から1987年は、「近代麻雀」の編集長も務めていた。1987年に101競技連盟を発足。点数ではなく順位によるその評価法は、競技麻雀に新たな一面を開いた。専ら同団体の運営に努めた（1988年 相談役）。現役時代は「体勢論」という流れを重視する打ち筋で一般の打ち手はもちろんのこと、プロ雀士にも大きな影響を与えた。
2009年7月に三重テレビ「小島武夫の実戦リーチ麻雀」に出演。小島武夫と熱い対戦を繰り広げた。

## 著書
| 作品名                               | 作品名                               | 出版社     | 出版年月日 | 備考             |
| ------------------------------------ | ------------------------------------ | ---------- | ---------- | ---------------- |
| 麻雀中級入門                         | 麻雀中級入門                         | 山海堂     | 1972年     | 阿佐田哲也と共著 |
| 麻雀仕掛け打ち                       | 麻雀仕掛け打ち                       | 桃園書房   | 1974年     |                  |
| 古川凱章の麻雀入門                   | 古川凱章の麻雀入門                   | 池田書店   | 1977年1月  |                  |
| 古川凱章のパーフェクト麻雀 基礎編    | 古川凱章のパーフェクト麻雀 基礎編    | 竹書房     | 1977年     |                  |
| だれも教えてくれない麻雀セオリーの罠 | だれも教えてくれない麻雀セオリーの罠 | 鶴書房     | 1978年     |                  |
| 麻雀の定石                           | 麻雀の定石                           | 主婦の友社 | 1978年11月 |                  |
| マージャンがぐんぐん強くなる         | マージャンがぐんぐん強くなる         | ごま書房   | 1985年8月  |                  |

### 漫画原作
| 作品名                               | 作品名                               | 作画           | 出版社   | 出版年月日                             | 備考   |
| ------------------------------------ | ------------------------------------ | -------------- | -------- | -------------------------------------- | ------ |
| 四暗刻のリカ                         | 四暗刻のリカ                         | きしもとおさむ | リイド社 | 1978年10月25日                         |        |
| 麻雀ジョンガラ節                     | 麻雀ジョンガラ節                     | 武本サブロー   | リイド社 | 1985年6月10日                          |        |
| 雀狼（ジャンブラー）たちのライセンス | 雀狼（ジャンブラー）たちのライセンス | 武本サブロー   | リイド社 | 1巻・1985年12月28日 6巻・1987年5月17日 | 全６巻 |